# Heilingen
Heilingen is een plaats en voormalige gemeente in de Duitse deelstaat Thüringen, en maakt deel uit van de gemeente Uhlstädt-Kirchhasel in het district Saalfeld-Rudolstadt.